# Cité Leroy (Saint-Fargeau-Ponthierry)

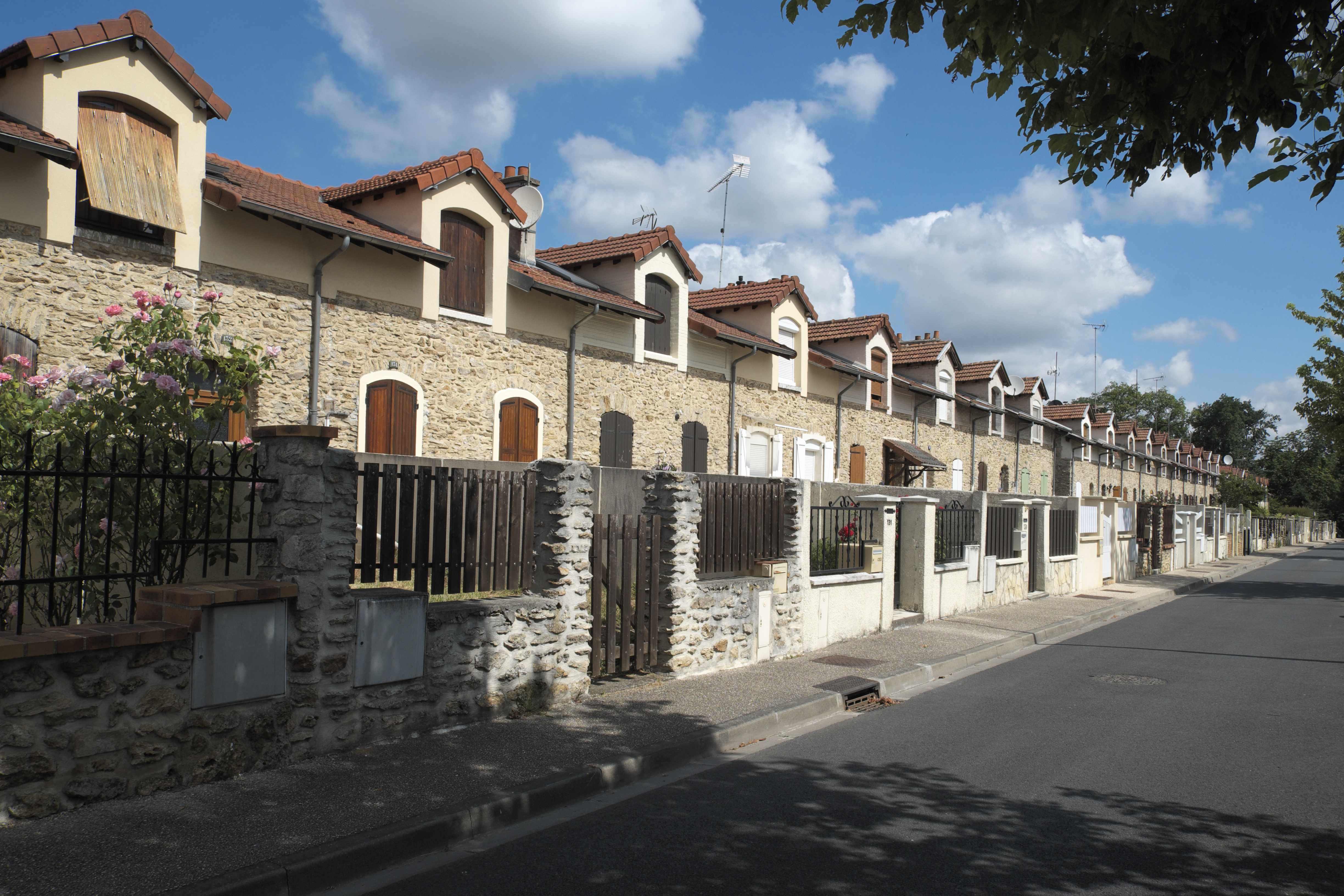
Cité Leroy, Rue Jacques Brel

Die Cité Leroy ist eine Arbeitersiedlung in Saint-Fargeau-Ponthierry im Département Seine-et-Marne in der französischen Region Île-de-France, die in den Jahren 1912 bis 1920 errichtet wurde. Sie umfasst die Straßen Rue Jacques Brel, Rue Jean-Pierre Ferrand, Rue Maurice Leroy.

## Geschichte
Im Jahr 1912 verlagerte Maurice-Isidore Leroy (1877–1933) die von seinem Großvater Louis-Isidore Leroy (1816–1899) 1842 in Paris gegründete Tapetenfabrik ans Ufer der Seine nach Ponthierry, heute ein Ortsteil von Saint-Fargeau-Ponthierry. Um Wohnungen für seine 500 Mitarbeiter zu schaffen, ließ er in dem Ort, dessen Bürgermeister er von 1912 bis 1929 war, von dem Architekten Paul Friesé (1851–1917) 144 identische Reihenhäuser entwerfen. Die einstöckigen Häuser sind aus Ziegel und Bruchstein errichtet und besitzen einen Garten, in dem die Bewohner Gemüse anbauen konnten. In einer weiteren, getrennt gelegenen Siedlung waren 20 Häuser für Vorarbeiter vorgesehen. Zur Siedlung gehörte auch ein Krankenhaus, heute Centre Municipal de Santé.

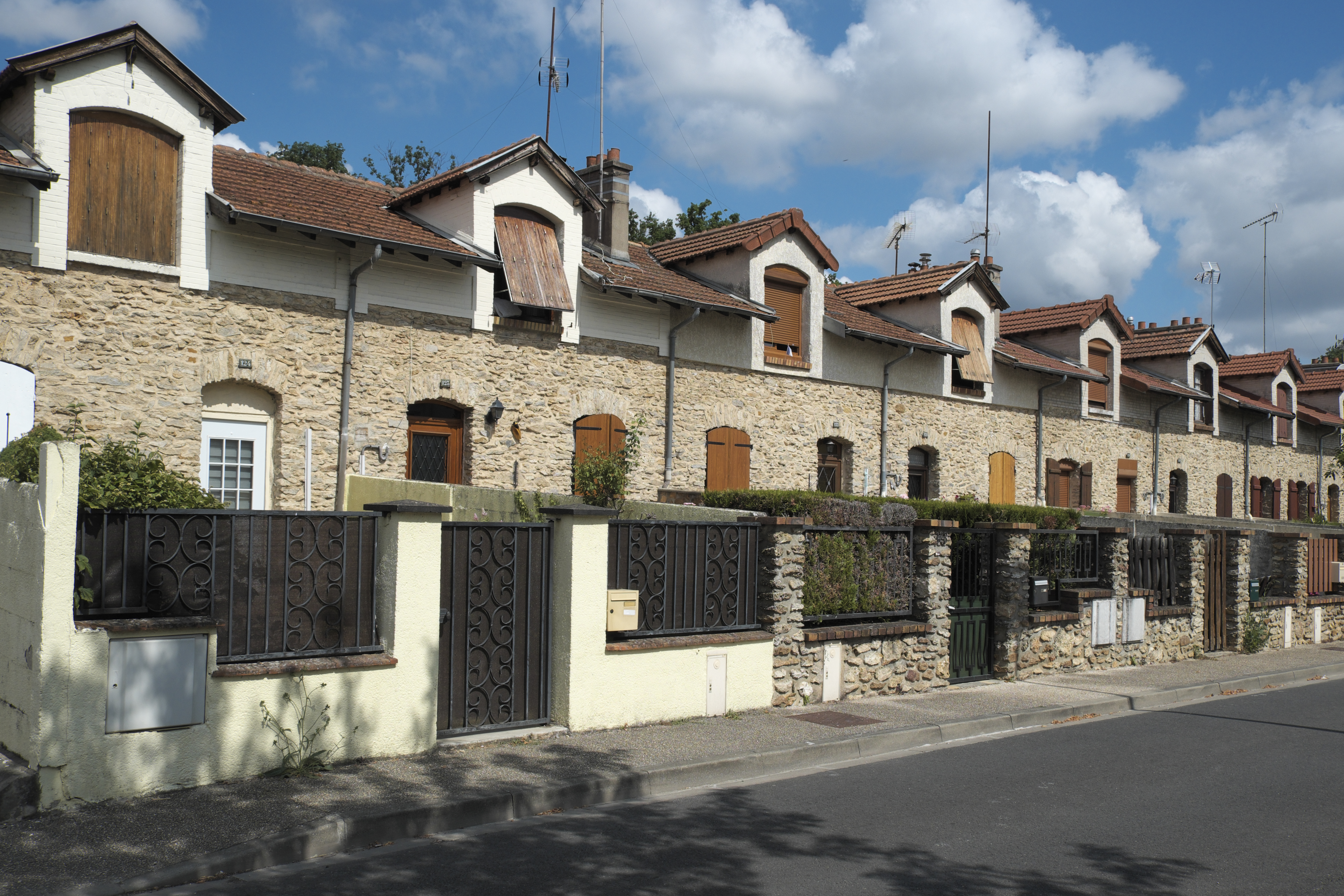
Rue Jacques Brel
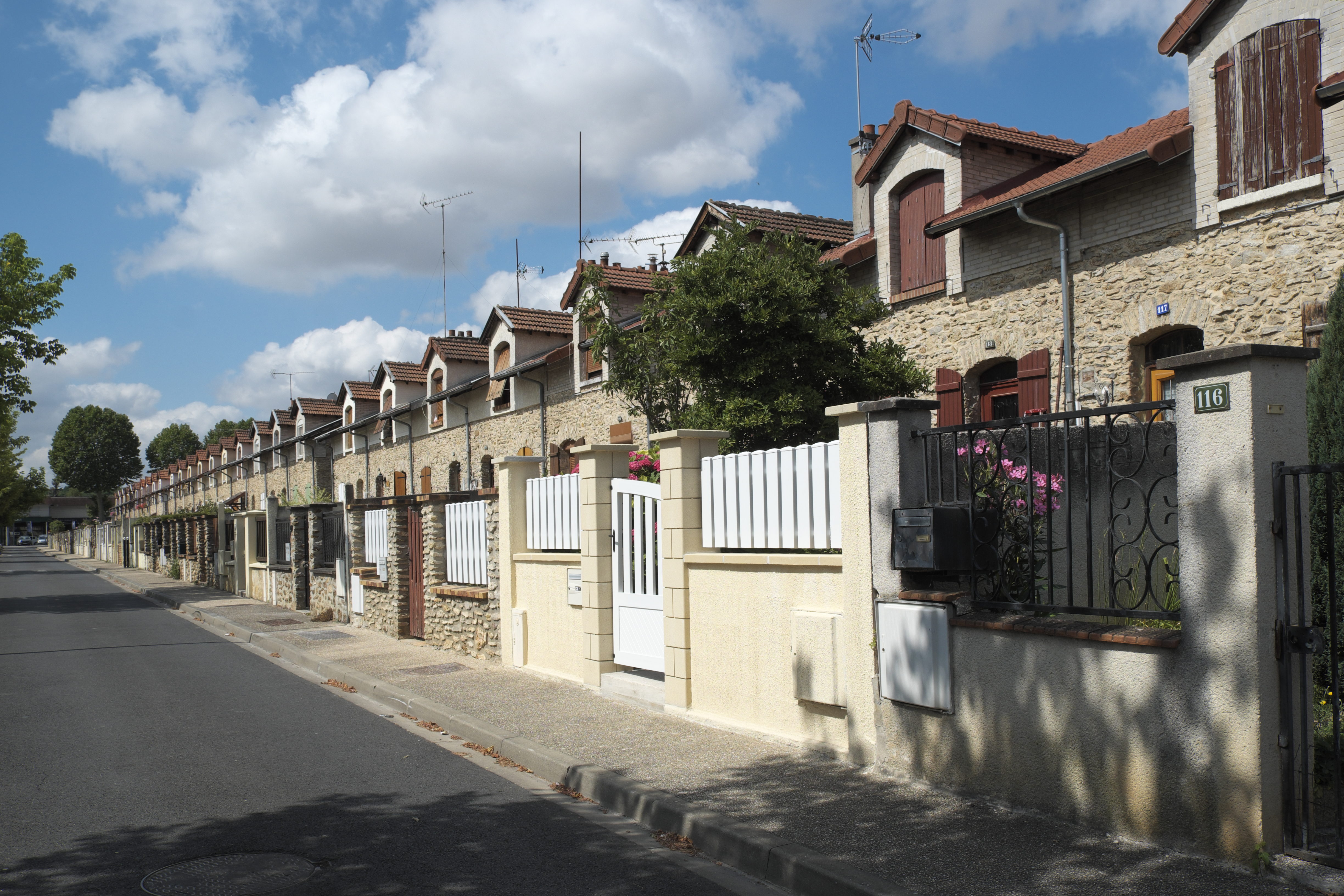
Rue Jacques Brel
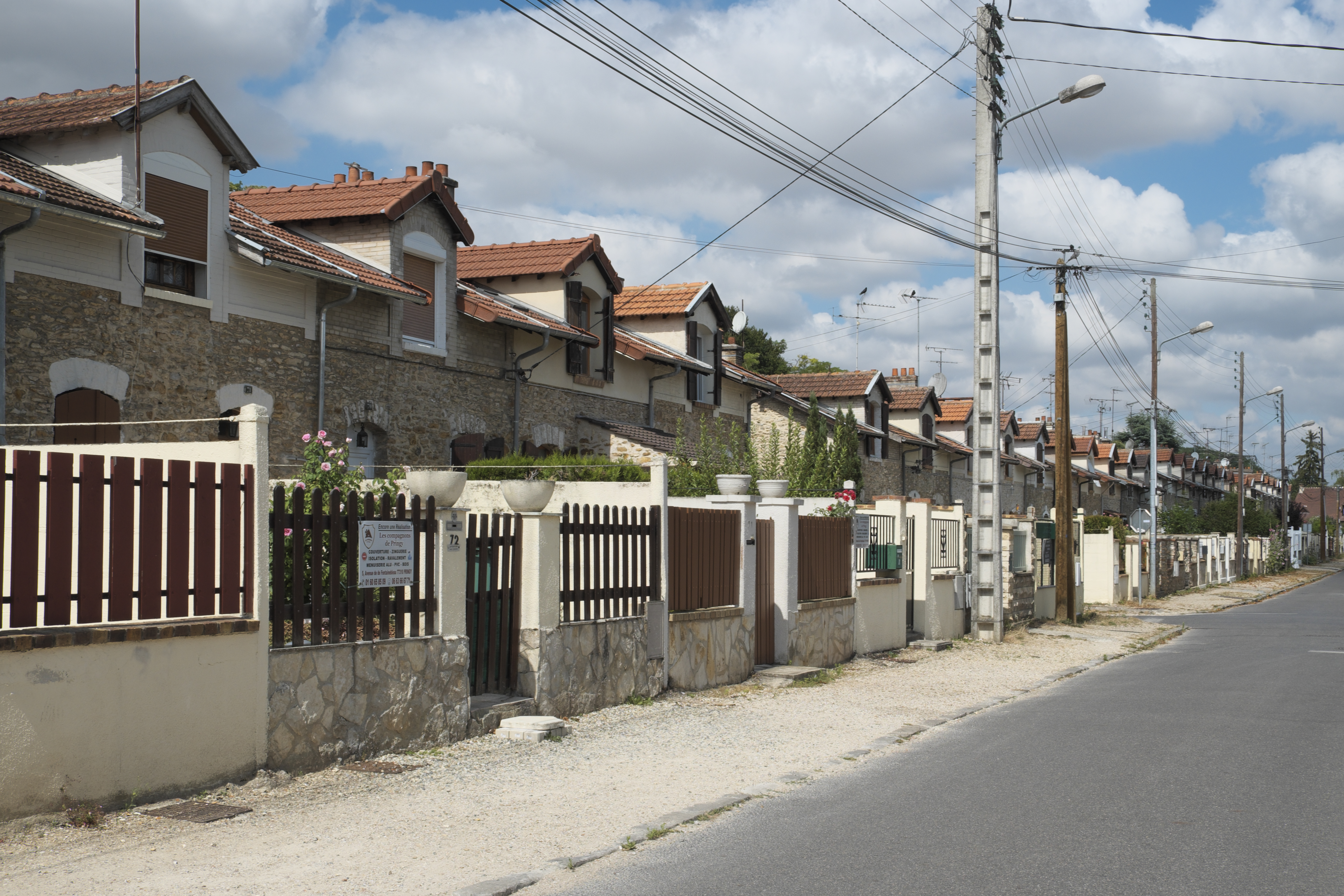
Rue Jean-Pierre Ferrand
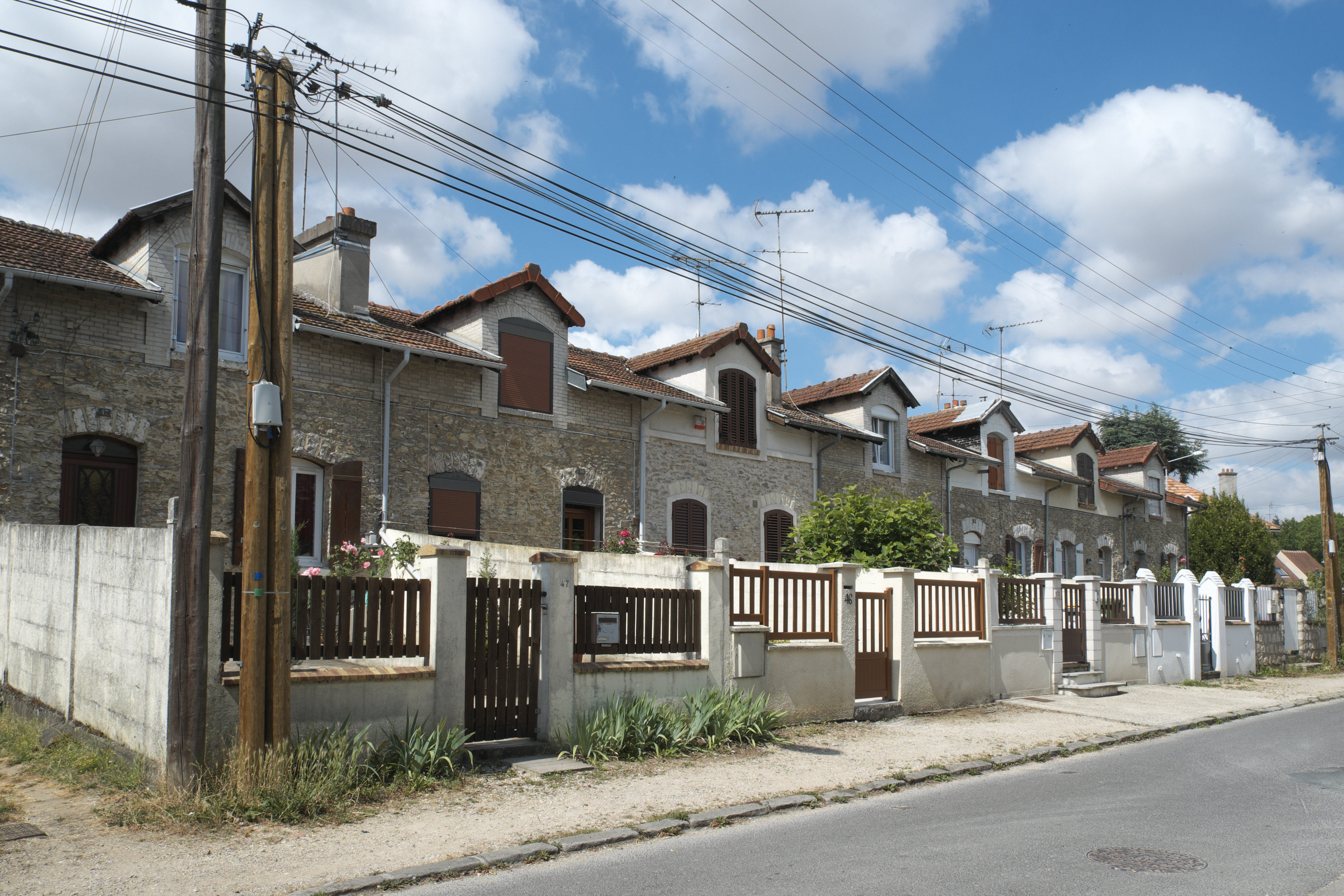
Rue Jean-Pierre Ferrand